# Camp de Téteghem
Le camp de Téteghem était, entre 2008 et 2015, un camp d'étrangers situé en France, dans l’ancienne commune de Téteghem, intégrée depuis le 1er janvier 2016 à Téteghem-Coudekerque-Village (département du Nord). Il accueillait des migrants en attente de passage au Royaume-Uni. La première occupation date de 2008, il avait été démantelé une première fois en 2009, une autre fois en 2011, puis totalement évacué en 2015.

## Localisation
Le campement des tentes et cabanons étaient situés dans une lisière entre le lac de Téteghem et le 303e km de l’autoroute A16. L’entrée de ce terrain appartenant à la communauté urbaine de Dunkerque, se faisant par la rue de la 32e Division d’Infanterie de la D4 à Téteghem (Nord), aujourd’hui Téteghem-Coudekerque-Village (depuis le 1er janvier 2016). Depuis le 18 novembre 2015, le camp a été évacué.

## Histoire
En 2007, la ville de Téteghem est touchée par la crise des migrants voulant rejoindre le Royaume-Uni. N’arrivant pas à embarquer au port de Dunkerque, plusieurs centaines de migrants se replient sur l’aire de Téteghem-Nord de l’A16 pour tenter de grimper chaque nuit sur les poids-lourds à destination de l’Angleterre, et le jour se reposer dans des tentes et des baraquements à côté du lac de Téteghem, où ils se baignent[réf. nécessaire]. 
Fin septembre 2009, la fermeture de l’aire de Téteghem-Nord fera augmenter le nombre d'étrangers à 200. Évacué en 2010, puis 2011, 2012, et 2014, il se reforme aussitôt. 
Le camp a été aménagé en 2014 par la mairie, au bord du lac et d'un parc arboré : il compte sept conteneurs, des douches, l'électricité, l'eau courante, le chauffage électrique : « C'est un camp qui pourrait être considéré comme cinq étoiles : il y a l'eau courante, des toilettes, des conteneurs avec fenêtres et chauffage électrique », fait valoir le maire (Les Républicains) de la commune, Franck Dhersin. Le camp est prévu pour 50 occupants maximum et est payant : « Ici c'est plus cher, et les migrants peuvent se permettent de payer le loyer, dans leur pays c'était des ingénieurs, des médecins... » ajoute Franck Dhersin. Il est cependant tenu officieusement par des passeurs britanniques qui inspectent le camp à bord de voitures de luxe et rackettent les occupants. 
La forte affluence conduit à ce qu'il y ait 300 à 400 personnes. Nombre des occupants sont des Kurdes, qui fuient la Syrie, la Turquie et l'Irak. 
Une vague de migrants clandestins à l'automne 2015 a fait passer la population de 80 à 250 en quelques semaines ; c'est une des raisons qui a poussé à l'évacuation du camp. 
À la suite du danger grandissant et de la place prise par les mafias, le maire a reconnu que cette expérience était un échec et souhaite démanteler ce camp,.
Le 18 novembre 2015, 200 policiers évacuent les 248 migrants dans plusieurs villes de France, ceux relevant du droit d’asile, dans les Landes, l’Allier, et la Haute-Savoie, les autres à Morbecque ,. Les services de la Communauté urbaine de Dunkerque ont nettoyé et effacé toute trace du campement. Dès le lendemain, de nombreux migrants ont quitté les centres pour revenir sur le camp sans avoir fait l’objet d’un suivi, mais la police veille pour les empêcher de se réinstaller. En 48 heures, pratiquement tous les occupants étaient de retour. Après une semaine, sur les 248 migrants, seulement une trentaine n’avait pas encore quitté leur centre d’accueil pour revenir sur le littoral dunkerquois. À la moindre installation sauvage de tentes, la mairie demande aux forces de l’ordre de les démanteler. 
Téteghem dispose de seize caméras et en aura trente-quatre en avril 2016 dont certaines pour la lecture de plaques minéralogiques de voitures.